# Jan Průcha
Jan Průcha (27. listopadu 1934 Praha – 12. června 2021) byl vysokoškolský pedagog, zakladatel České asociace pedagogického výzkumu, působící v mezinárodních vědeckých organizacích a redakčních radách odborných časopisů.

## Studium a profesní kariéra
V roce 1992 se habilitoval na Karlově univerzitě pro obor pedagogika, jmenován profesorem pedagogiky byl v roce 1994. V roce 1995 mu byl udělen čestný doktorát Univerzitou v Turku (Finsko). Pracoval jako nezávislý expert a konzultant v oblasti pedagogické teorie a výzkumu, přednášel na českých i zahraničních univerzitách. Na rozdíl od tradičních teorií pedagogiky, které jsou ovládány normativním přístupem (tj. snahou předepisovat či doporučovat, jaká má výchova „správně“ být), ve svých pracích Průcha uplatňuje explanační přístup, tedy přístup hledající a objasňující.

## Edukační realita
Jan Průcha jakožto představitel moderní pedagogiky ve svých publikacích užívá a vysvětluje pojem edukační reality, která je vyjádřena dalšími elementy, jako jsou edukační prostředí, edukační potřeby, edukační procesy a edukační konstrukty. Edukační realita má nahrazovat pedagogickou praxi, realitu, skutečnost aj. Podle Průchy (2009) je edukační realita „každá taková skutečnost (prostředí, situace, proces aj.), objektivně se vyskytující v lidské společnosti, v níž probíhají nějaké edukační procesy nebo jsou vyvíjeny, resp. fungují nějaké edukační konstrukty.“
Terminologie:
1. Edukační procesy chápe jako činnosti lidí, při nichž dochází k učení na straně nějakého subjektu (tj. edukant), jemuž je exponován nějakým jiným subjektem (edukátor) přímo nebo zprostředkovaně (textem aj.) určitý druh informace.
2. Edukační konstrukty jsou pak veškeré teorie, modely a plány, které nějakým způsobem ovlivňují reálné edukační procesy. Příkladem edukačních konstruktů jsou učební osnovy, školní vysvědčení, kurikula, ale i učebnice, počítačové programy či pedagogické časopisy.
3. Edukační prostředí je prostředí, které je vytvářeno elementy jako je osvětlení, barva, zvuk, prostor, nábytek, a které charakterizují místo, v němž se má žák učit. Edukační prostředí se dělí na vnější (okolí s ekonomickými, sociokulturními, demografickými, etnickými aj. charakteristikami) a vnitřní (fyzikální, psychosociální – statické a proměnlivé).

## Publikační činnost

### Přehled pedagogiky (2000)
Publikace obsahuje informace o současném stavu a trendech v pedagogických vědách, jejich klíčové poznatky i otevřené otázky. Zaměřuje se také na výzkumné metody a informační prameny.

### Moderní pedagogika (2002)
Základem výkladu v této knize jsou výzkumné nálezy a explanace (reseaech-based knowledge) v termínech zahraničních vědců-pedagogů. Průcha pracuje s pedagogikou jako edukační vědou, setkáváme se zde s pojmy jako jsou edukace, edukant, edukátor, a také edukační realita, neboť se snaží popsat a vysvětlit reálné edukační procesy. Zabývá se také pedagogickým výzkumem – stavem pedagogického výzkumu v ČR, jeho strukturou a fungováním.

### Pedagogický slovník (2003)
Jan Průcha, Jiří Mareš a Eliška Walterová vytvořili doposud nejkomplexnější přehled pedagogické terminologie a jejích definic. Slovník je neustále aktualizován, poslední aktualizace proběhla v roce 2013 a obsahuje více než 1500 hesel.

### Interkulturní psychologie (2004)
Publikace vymezuje klíčové pojmy interkulturní psychologie a její vztahy k sociální psychologii, etnologii, sociologii, etnografii aj. Kniha se zabývá sociopsychologickým zkoumáním kultur, etnik, ras a národů. Srovnává jejich jednotlivé charakteristiky a zvláštní pozornost je věnována českému etniku. Následně se věnuje aplikaci interkulturní psychologie v edukaci a ve zdravotní péči.

### Srovnávací pedagogika (2006)
Srovnávací neboli komparativní pedagogika označuje jednak teorie, jednak výzkumné aktivity, které se zabývají zkoumáním charakteristik a fungováním vzdělávacích systémů různých zemí, jejich popisem, srovnáváním a hodnocením. Průcha v této knize tedy srovnává mezinárodní vzdělávací systémy. Zabývá se otázkami směřování vzdělávání ve světě nebo situací českého školství ve srovnání se zahraniční. Dále popisuje významné trendy, které určují podobu a výsledky vzdělávání v různých zemích od předškolního až po vysokoškolské a teoretický výklad doplňuje řadou příkladů a výsledků statistických výzkumů.

### Pedagogická encyklopedie (2009)
Pedagogická encyklopedie je první souborná encyklopedie v oboru vzdělávání po více než 60 letech, jedná se o reprezentativní dílo současné české pedagogiky a poskytuje systematický přehled základních složek vzdělávacího systému. Zabývá se poznatky o způsobech i produktech edukace, o populaci žáků, studentů i učitelů a objasňuje aktuální problémy vzdělávacího systému. Na jejím zpracování se podílelo více než 100 českých pedagogických odborníků.

### Česká vzdělanost (2014)
Monografie se zabývá fenoménem česká vzdělanost, vysvětluje, že fenomén vzdělanost má velmi komplikovanou povahu, jejímiž dílčími aspekty se zabývají některé vědecké disciplíny: historiografie, pedagogika, andragogika, demografie, sociologie, ekonomie, interkulturní psychologie. Každá z těchto disciplín poskytuje určitý pohled na problematiku vzdělanosti, ale dosud nedochází k syntéze poznatků. Text pracuje jak s teoretickými koncepcemi, tak využívá četné výzkumné poznatky.